# مارجيري لاتيمر
مارجيري لاتيمر (بالإنجليزية: Margery Latimer) (6 فبراير 1899، بورتاغ في الولايات المتحدة - 16 أغسطس 1932، شيكاغو في الولايات المتحدة)؛ روائية أمريكية. درست في جامعة ويسكونسن-ماديسون.